# S/2020 S 5
S/2020 S 3 — природний супутник Сатурна. Відкритий Едвардом Ештоном та Бреттом Гледменом, Жан-Марком Петі та Майком Александерсеном 6 травня 2023 року на основі спостережень, зроблених між 3 липня 2019 року та 9 липня 2021 року.
S/2020 S 3 має близько 3 кілометрів у діаметрі, обертається проградно навколо Сатурна на відстані — 18 391 300  км, орбітальний період — 933,88 земної доби, під кутом нахилу 48,2° до площини екліптики, ексцентриситет орбіти — 0,220. S/2020 S 3 належить до інуїтської групи, можливо це уламок Сіарнака, який давно відколовся, оскільки має однакові елементи орбіти, а його орбіта є досить круговою через низький ексцентриситет, на відміну від інших неправильних супутників.